# Apheleia
Nella mitologia greca, Apheleia (in greco:Ἀφέλεια), era lo spirito e la personificazione della semplicità e primitività positiva. Secondo Eustazio, aveva un altare presso l'Acropoli di Atene ed è stata onorata come infermiera di Atena.